# مانوسمريتي
مانوسمريتي هو واحد من العديد من النصوص القانونية والدستور بين العديد من دارماشاستراs الهندوسية. في الهند القديمة، غالبًا ما كتب الحكماء أفكارهم حول كيفية إدارة المجتمع في المخطوطات. يُعتقد أن الشكل الأصلي لـ Manusmriti قد تغير لأن العديد من الأشياء المكتوبة في المخطوطة تتعارض مع بعضها البعض.
أكثر من خمسين مخطوطة من Manusmriti معروفة الآن، ولكن أول نسخة تم اكتشافها وأكثرها ترجمة وافتراضًا منذ القرن الثامن عشر كانت «مخطوطة كولكاتا (كلكتا سابقًا) مع شرح Kulluka Bhatta». تشير الدراسات الحديثة إلى أن هذه الأصالة المفترضة خاطئة، وأن مخطوطات Manusmriti المختلفة المكتشفة في الهند غير متسقة مع بعضها البعض، وفي داخلها، مما يثير مخاوف بشأن أصالتها وإدخالها واستيفائها في النص في أوقات لاحقة.
النص المتري باللغة السنسكريتية، مؤرخ بشكل مختلف ليكون من القرن الثاني قبل الميلاد إلى القرن الثالث الميلادي، ويقدم نفسه كخطاب قدمه مانو (Svayambhuva) و Bhrigu حول مواضيع دارما مثل الواجبات والحقوق والقوانين والسلوك، الفضائل وغيرها. انتشر تأثير النص تاريخيًا خارج الهند. يُنسب القانون البوذي في العصور الوسطى في ميانمار وتايلاند أيضًا إلى مانو،  وأثر النص على الممالك الهندوسية السابقة في كمبوديا وإندونيسيا.
كانت قوانين مانو واحدة من أولى النصوص السنسكريتية التي تمت ترجمتها إلى الإنجليزية في عام 1776، بواسطة عالم اللغة البريطاني السير ويليام جونز،  واستخدمت لبناء قانون القانون الهندوسي، للجيوب التي تديرها شركة الهند الشرقية.

## التسمية
العنوان Manusmriti هو مصطلح حديث نسبيًا وابتكار متأخر، ربما تمت صياغته لأن النص في شكل بيت شعر. أكثر من خمسين مخطوطة تم اكتشافها للنص لا تستخدم هذا العنوان مطلقًا، ولكن تذكر العنوان باسم Manava Dharmasastra (السنسكريتية: मानवधर्मशास्त्र) في بيانات النسخ الخاصة بهم في نهاية كل فصل. في الدراسات الحديثة، يشير هذان العنوانان إلى نفس النص.

## التسلسل الزمني
قام عالما اللغة في القرن الثامن عشر السير ويليام جونز وكارل فيلهلم فريدريش شليغل بتعيين مانوسمريتي في الفترة من حوالي 1250 قبل الميلاد و 1000 قبل الميلاد على التوالي، والتي من التطورات اللغوية اللاحقة لا يمكن الدفاع عنها بسبب لغة النص التي يجب تأريخها في وقت لاحق من النصوص الفيدية المتأخرة مثل الأوبنشاد التي تم تأريخها بعد بضعة قرون، حوالي 500 قبل الميلاد. قام العلماء اللاحقون بتحويل التسلسل الزمني للنص إلى ما بين 200 قبل الميلاد و 200 م. يضيف Olivelle أن أدلة علم العملات، وذكر العملات الذهبية كغرامة، تشير إلى أن النص قد يرجع تاريخه إلى القرن الثاني أو الثالث الميلادي.
يعتبر معظم العلماء النص مركبًا أنتجه العديد من المؤلفين الذين تم تجميعهم معًا على مدى فترة طويلة. يقول Olivelle أن النصوص الهندية القديمة والعصور الوسطى تدعي أن المراجعات والطبعات مشتقة من النص الأصلي مع 100000 آية و 1,080 فصلاً. ومع ذلك، فإن النسخة النصية في الاستخدام الحديث، وفقًا لأوليفيل، من المحتمل أن تكون من عمل مؤلف واحد أو رئيس مع مساعدين باحثين.
يقول أوليفيل إن مانوسمريتي لم تكن وثيقة جديدة، لقد استندت إلى نصوص أخرى، وهي تعكس «تبلور المعرفة المتراكمة» في الهند القديمة. يعتمد جذر النماذج النظرية داخل Manusmriti على اثنين على الأقل من الشاسترات التي سبقت ذلك: artha (فن الحكم والعملية القانونية)، و dharma (مفهوم هندي قديم يتضمن الواجبات والحقوق والقوانين والسلوك والفضائل وغيرها التي تمت مناقشتها في مختلف Dharmasutras أقدم من Manusmriti). يمكن إرجاع محتوياته إلى Kalpasutras من العصر الفيدى، مما أدى إلى تطوير Smartasutras المكونة من Grihyasutras و Dharmasutras. تتضمن النصوص التأسيسية لمانوسمريتي العديد من هذه السوترا، وكلها من حقبة سابقة للعصر المشترك. فقدت معظم هذه النصوص القديمة الآن، ولم يتبق منها سوى أربعة: قوانين Apastamba و Gautama و Baudhayana و Vasishtha.

## بنية
تم تقسيم النسخة القديمة من النص إلى اثني عشر فصلاً ، لكن النص الأصلي لم يكن به مثل هذا التقسيم. يغطي النص موضوعات مختلفة، وهو فريد من نوعه بين النصوص الهندية القديمة في استخدام «آيات انتقالية» لتمييز نهاية أحد الموضوعات وبداية الموضوع التالي. يمكن تقسيم النص بشكل عام إلى أربعة، كل منها بطول مختلف. وكل قسم مقسم إلى أقسام فرعية:
1. خلق العالم
2. مصدر دارما
3. دارما الطبقات الاجتماعية الأربعة
4. قانون الكرمة والبعث والتحرير النهائي

يتألف النص من شلكاس متري (آيات)، في شكل حوار بين معلم جليل وتلاميذ يتوقون إلى التعرف على الجوانب المختلفة للدارما. يُنسب النص أول 58 آية إلى مانو، بينما تُنسب الآيات المتبقية التي تزيد عن ألفي آية إلى تلميذه بهريجو. يسرد Olivelle الأقسام الفرعية على النحو التالي: